# Máquina de sangre
Máquina de sangre es el sexto álbum de estudio del grupo musical de Argentina Los Piojos, lanzado en el año 2003. Fue grabado, mezclado y perfeccionado por Álvaro Villagra en agosto y septiembre de 2003 en el Estudio Del Abasto al Pasto y en el Estudio Panda. De este disco se desprenden muchos clásicos de la banda como «Sudestada», «Como Alí», «Dientes de cordero», «Canción de cuna», «Fantasma», «Amor de perros» entre otros. Fue presentado el día 20 de diciembre de 2003 en el estadio de River Plate ante más de 70.000 personas.

## Grabación y lanzamiento
El 14 de noviembre de 2003 fue la fecha elegida para la salida de Máquina de sangre. El 20 de diciembre presentaron Máquina de sangre ante más de  70.000 personas en el estadio de River Plate y se erigieron como una de las bandas argentinas más convocantes de la actualidad. Allí presentaron un nuevo video: el de «Como Alí», segundo corte de la placa, el primero había sido «Fantasma». Además, «Amor de perros» es cantado junto a la cantante Mimi Maura. Este disco fue el más vendido del 2003 en Argentina.

## Arte de tapa
El arte de la tapa es de alta calidad gráfica. No solo por los materiales empleados, sino por la manera en que Santiago Alonso y Nicolás Whelan, diseñadores de 24 años, bajaron al objeto el marketing callejero de la banda, incluyendo un pequeño molde para stencil con el logo piojoso rediseñado. “La idea era que el piojo dejara de ser un personaje para convertirse en una marca”, dice Alonso. “Funciona así, como un sello. Queremos que empiece a aparecer en todos lados: la carpeta, el placard.” El stencil, además, se corresponde con el concepto de máquina, de estética industrial que domina el arte del disco. “Como el título era muy fuerte, el arte tenía que ser algo que hiciera ruido. Así que salió esa cosa mitad animal, mitad máquina, que está hecha con partes de instrumentos, amplificadores, tractores. Y el libro de las letras viene a ser el manual de la máquina, que está basado en manuales técnicos de los primeros autos”.

## Lista de canciones
Todas las letras escritas por Andrés Ciro Martínez, excepto donde está anotado.
| Máquina de sangre |                                        |                                               |          |  |
| N.º               | Título                                 | Música                                        | Duración |  |
| 1.                | «Fantasma»                             | Los Piojos                                    | 5:04     |  |
| 2.                | «Guadalupe»                            | Los Piojos                                    | 4:40     |  |
| 3.                | «Como Alí»                             | Andrés Ciro Martínez y Miguel Ángel Rodríguez | 3:31     |  |
| 4.                | «Langostas»                            | Andrés Ciro Martínez                          | 6:46     |  |
| 5.                | «Sudestada» (G. Kupinski)              | Gustavo Kupinski                              | 4:01     |  |
| 6.                | «Motumbo»                              | Los Piojos y Daniel Buira                     | 3:37     |  |
| 7.                | «Entrando en tu ciudad» (D. Fernández) | Daniel Fernández                              | 3:44     |  |
| 8.                | «Amor de perros»                       | Andrés Ciro Martínez                          | 4:23     |  |
| 9.                | «Solo y en paz» (D. Fernández)         | Daniel Fernández y Gustavo Kupinski           | 4:10     |  |
| 10.               | «Dientes de cordero»                   | Andrés Ciro Martínez                          | 4:53     |  |
| 11.               | «Al desierto» (D. Fernández)           | Daniel Fernández                              | 4:01     |  |
| 12.               | «Canción de cuna»                      | Andrés Ciro Martínez                          | 5:40     |  |
| 13.               | «No parés»                             | Andrés Ciro Martínez                          | 5:01     |  |

## Créditos
- Andrés Ciro Martínez: Voz principal, coros, armónica, piano y guitarra adicional.
- Gustavo Kupinski: Guitarra principal, bandoneón y coros.
- Daniel Fernández: Guitarra rítmica, novike y coros.
- Miguel Ángel Rodríguez: Bajo y coros.
- Sebastián Cardero: Batería y coros.

Invitada
- Mimi Maura: Voz en «Amor de perros».

## Premios y nominaciones
| Año                 | Categoría                   | Trabajo           | Resultado |
| ------------------- | --------------------------- | ----------------- | --------- |
| Premios Gardel 2004 | Mejor álbum artista de rock | Máquina de sangre | Nominado  |

## Cortes de difusión
- «Fantasma» (2003)
- «Como Alí» (2003)
- «Sudestada» (2004)
- «Dientes de cordero» (2004)
- «Amor de perros» (2004)